# Psiliglossa zeppelini
Psiliglossa zeppelini är en stekelart som beskrevs av Dusmet 1917. Psiliglossa zeppelini ingår i släktet Psiliglossa och familjen Eumenidae. Inga underarter finns listade i Catalogue of Life.